# 褚國賢
禇國賢（1553年—1596年），字徵羨，號慎菴，直隸常州府武進縣人，軍籍，明朝政治人物。

## 生平
萬曆元年（1573年）癸酉科應天鄉試第二十七名。萬曆十四年（1586年）丙戌科會試七十七名，登三甲第三十七名。兵部观政，本年任浙江江山縣知縣，十五年調繁福建侯官縣知縣。十七年改任順天府儒學教授，十八年升國子監助教，告病歸。二十一年復除原职，二十二年升大理寺左評事，二十三年升南京户部福建司主事，二十四年七月以窃盗库银，下南京法司讯问，革职听勘，不久去世。

## 家族
曾祖禇思智；祖父禇景；父禇滔，恩例儒官鄉飲大賓。母湯氏；生母龐氏。具庆下。兄褚棟（甲戌会中式、庚辰廷试，見任臨安知县）、褚國祥（庚辰進士、見任浦城知县）、國瑞、國榮（廪生）。弟國正、國補。